# Women’s Premier Ice Hockey League 1999/2000
Die Saison 1999/2000 war die 18. Austragung der höchsten englischen Fraueneishockeyliga, der Women’s Premier Ice Hockey League. Die Ligadurchführung erfolgt durch die English Ice Hockey Association, den englischen Verband unter dem Dach des britischen Eishockeyverbandes Ice Hockey UK. Der Sieger erhielt den Chairman’s Cup.
Die Scorpions aus Sunderland gewannen den Titel zum sechsten Mal in Folge.

## Modus
Zunächst spielten alle Mannschaften eine einfache Runde mit Hin- und Rückspiel. Die vier Besten erreichten die Teilnahme am Finalturnier. Die beiden letzten Mannschaften mussten in die Relegation. Die Spiele gingen über 3×15:00 Minuten. Für einen Sieg gab es zwei Punkte, für ein Unentschieden einen Punkt.

## Hauptrunde
| Platz | Mannschaft               | Spiele | S  | U | N  | Tore  | Punkte |
| ----- | ------------------------ | ------ | -- | - | -- | ----- | ------ |
| 1.    | Nottingham Vipers        | 14     | 11 | 1 | 2  | 81:32 | 221    |
| 2.    | Slough Phantoms          | 14     | 9  | 2 | 3  | 56:37 | 202    |
| 3.    | Guildford Lightning      | 14     | 9  | 2 | 3  | 41:21 | 202    |
| 4.    | Sunderland Scorpions (M) | 14     | 8  | 3 | 3  | 49:51 | 181    |
| 5.    | Bracknell Queen Bees     | 14     | 7  | 0 | 7  | 42:37 | 14     |
| 6.    | Swindon Topcats          | 14     | 4  | 1 | 9  | 53:66 | 9      |
| 7.    | Solihull Vixens          | 14     | 2  | 2 | 10 | 23:55 | 6      |
| 8.    | Basingstoke Bison Ladies | 14     | 0  | 1 | 13 | 22:91 | 1      |

Anm. 1 Das Spiel Nottingham Vipers gegen Sunderland Scorpions wurde 0:0 gewertet, keiner Mannschaft wurden Punkte gutgeschrieben.
2 Bei Punktgleichheit entschied der direkte Vergleich.

## Final Four

### Halbfinale
| 2000 | Nottingham Vipers | 3:2 n. P. (-:-, -:-, -:-) | Guildford Lightning | Hull Arena, Kingston upon Hull |

| 2000 | Slough Phantoms | 0:2 (-:-, -:-, -:-) | Sunderland Scorpions | Hull Arena, Kingston upon Hull |

### Spiel um den 3. Platz
| 2000 | Guildford Lightning | 2:1 n. V. (-:-, -:-, -:-) | Slough Phantoms | Hull Arena, Kingston upon Hull |

### Finale
| 2000 | Nottingham Vipers | 0:4 (-:-, -:-, -:-) | Sunderland Scorpions | Hull Arena, Kingston upon Hull |

## Relegation
In diesem Jahr mussten gleich die beiden Mannschaften auf den hinteren Plätzen in die Relegation um den Klassenerhalt. Dort spielten sie gegen die beiden Gruppensieger der Divisionen Nord und Süd. Die genauen Ergebnisse sind nicht bekannt. Schließlich mussten sowohl die Solihull Vixens als auch die Basingstoke Bison Ladies absteigen. Dafür kehrten die Kingston Diamonds und die Cardiff Comets in die Premier League zurück.

## Division 1
Die Women's National Ice Hockey League ist nach der Premier League die zweite Stufe der englischen Fraueneishockeyliga. In ihr ist die Division 1 die höchste Klasse. Sie ist in zwei regionale Gruppen gegliedert. Die beiden Gruppensieger nahmen an der Relegation am Kampf um einen Platz in der Premier League teil und erreichten den Aufstieg. Zudem spielten die jeweils beiden Besten Mannschaften in einer Finalrunde um den Sieger der Division I.
| North                                                 | North                  | North  | North | North  | North    | North  | North  |
| ----------------------------------------------------- | ---------------------- | ------ | ----- | ------ | -------- | ------ | ------ |
| Platz                                                 | Mannschaft             | Spiele | Siege | Unent. | Niederl. | Tore   | Punkte |
| 1.                                                    | Kingston Diamonds      | 20     | 15    | 2      | 3        | 73:31  | 32     |
| 2.                                                    | Billingham Wildcats    | 20     | 11    | 4      | 5        | 79:27  | 261    |
| 3.                                                    | Sheffield Shadows      | 20     | 11    | 4      | 5        | 86:37  | 261    |
| 4.                                                    | Whitley Bay Squaws     | 20     | 13    | 0      | 7        | 68:39  | 261    |
| 5.                                                    | Telford Wrekin Raiders | 20     | 2     | 2      | 16       | 31:99  | 6      |
| 6.                                                    | Blackburn              | 20     | 2     | 0      | 18       | 18:122 | 4      |
| 1Bei Punktgleichheit entschied der direkte Vergleich. |                        |        |       |        |          |        |        |

| South | South                 | South  | South | South  | South    | South  | South  |
| ----- | --------------------- | ------ | ----- | ------ | -------- | ------ | ------ |
| Platz | Mannschaft            | Spiele | Siege | Unent. | Niederl. | Tore   | Punkte |
| 1.    | Cardiff Comets        | 14     | 14    | 0      | 0        | 107:09 | 28     |
| 2.    | Oxford City           | 14     | 12    | 0      | 2        | 091:18 | 24     |
| 3.    | Romford Nighthawks    | 14     | 10    | 0      | 4        | 060:25 | 20     |
| 4.    | Chelmsford Cobras     | 14     | 7     | 0      | 7        | 066:72 | 14     |
| 5.    | Invicta Dynamics      | 14     | 4     | 1      | 9        | 019:48 | 9      |
| 6.    | Streatham             | 14     | 3     | 1      | 10       | 033:85 | 7      |
| 7.    | Milton Keynes Falcons | 14     | 2     | 2      | 10       | 022:71 | 6      |
| 8.    | Oxford University     | 14     | 0     | 4      | 10       | 020:90 | 4      |

Finalrunde
Im Finalturnier wurde unter den jeweils beiden Besten der beiden Divisions-Gruppen ebenfalls um den Sieg in der Division 1 gespielt.
| 2000 | Cardiff Comets | 0:2 (-:-, -:-, -:-) | Billingham Wildcats |  |

| 2000 | Kingston Diamonds | 4:2 (-:-, -:-, -:-) | Oxford City |  |

Spiel um Platz 3
| 2000 | Oxford City | 0:4 (-:-, -:-, -:-) | Cardiff Comets |  |

Finale
| 2000 | Kingston Diamonds | 2:1 (-:-, -:-, -:-) | Billingham Wildcats |  |